# M1128 Mobile Gun System
Le M1128 Mobile Gun System, également appelé Stryker Mobile Gun System (système de canon mobile Stryker) est un véhicule d'appui feu et de support d'infanterie armé d'un canon d'un calibre de 105 mm. Il est basé sur le châssis du véhicule blindé à huit roues motrices Stryker. Le M1128 MGS est en service dans les forces armées des États-Unis de 2006 à 2023. Le Canada et d'autres pays ont, un temps, envisagé de l'adopter.

## Historique

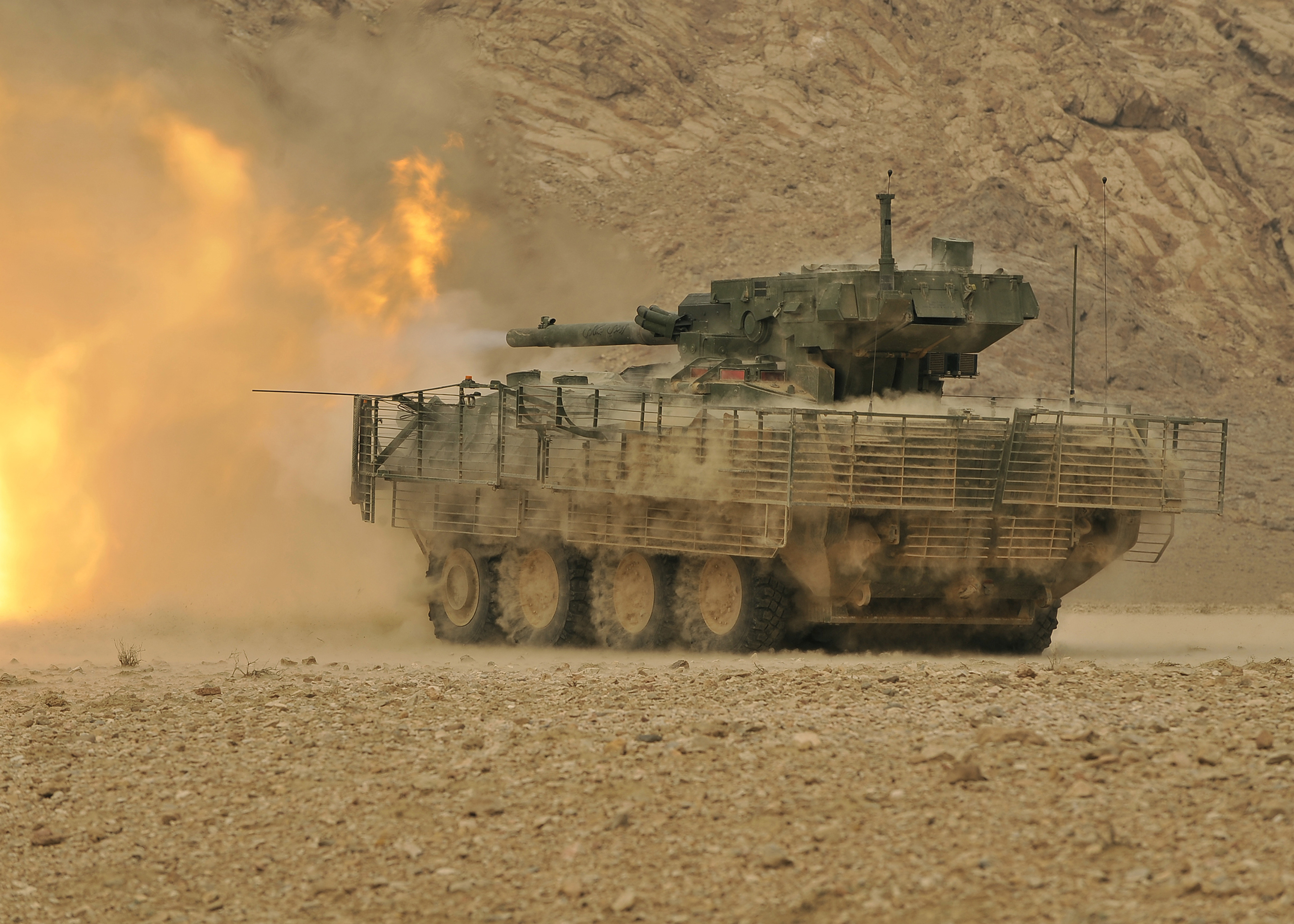
Un M1128 MGS déployé à Hutal, en Afghanistan, en 2010. Il est protégé par des grilles anti-RPG.

Après la fin de la guerre froide, certains théoriciens ont considéré que les véhicules blindés américains, destinés principalement à combattre les blindés du pacte de Varsovie en Europe, n'étaient pas bien adaptés aux conflits de basse intensité où ils risquaient d'être désormais engagés. Cela conduisit au développement d'un nouveau véhicule blindé adapté à ces derniers plutôt qu'à des batailles à grande échelle.
Il devait être plus rapide à mettre en œuvre et avoir une maintenance moins lourde qu'un char de combat reprenant le concept du char léger. Un système de guerre en réseau C4ISR et des défenses actives devaient remplacer un lourd blindage au combat.
Les dix premiers prototypes ont été construits à l'usine General Dynamics d'Anniston entre juillet 2002 et janvier 2003. Ce véhicule est opérationnel depuis juillet 2006 dans l'United States Army, qui l'a déployé depuis 2007 dans la guerre d'Irak mais, en 2012, la décision de continuer à le produire en grande série a été renvoyée à une date indéfinie. Un total de 142 exemplaires étaient en service en 2013 et 3 ont été détruits au combat à cette date.
Le Canada s'est débarrassé de la moitié de ses chars Leopard 1 à la fin des années 2000, avec, pour intention de les remplacer par le Mobile Gun System, mais cette décision a été annulée. À l'automne 2006, le pays a envoyé un escadron de Leopard 1 en Afghanistan, et à l'été 2007, l'Armée canadienne était sur le point d'acquérir auprès des Pays-Bas 100 Leopard 2 pour un déploiement rapide.
Le 12 mai 2021, l'US Army annonce qu'elle compte retirer ses M1128 du service d'ici septembre 2023 en évoquant l’obsolescence des composants du système de chargement automatique, augmentant son coût de maintien en condition opérationnelle ainsi que le fait que ce modèle de Stryker est vulnérable aux mines car à fond plat et jamais porté au standard DVH,.

## Spécifications techniques

### Armement
Le M1128 MGS possède une tourelle biplace à armement en superstructure, il s'agit d'une évolution de la tourelle LPT (Low Profile Turret) de chez Teledyne, son avantage est de réduire la masse du matériel par rapport à une tourelle classique mais aussi de réduire le volume, en n'exposant qu'une silhouette réduite, ce qui est un grand avantage lors des tirs à défilement.
Cette tourelle est armée d'un canon M68A1E4 de calibre 105 mm et de 5,775 m de long, recouvert d’un manchon anti-arcure. Son frein de tir permettant une grande longueur de recul a été conçu par Ares Incorporated, il permet d'avoir un faible effort de recul lors du tir.
Le débattement du canon en site est de +15° à -5°, le pointage du canon est assuré par des moteurs électriques, la vitesse de rotation en gisement est de 45° par seconde. Le canon est stabilisé en site et en gisement.
La gamme de munitions de calibre 105×617mmR (en) utilisée par le M1128 MGS comporte :
- M900A1 APFSDS : représentant la quatrième génération d'obus-flèche américain de 105 mm, il possède un pénétrateur en uranium appauvri à grand allongement (ratio de 30:1). Sa vitesse initiale est de 1 505 m/s.
- M493A3 HEP-T : un obus à tête d'écrasement capable de générer des éclats derrière une plaque de blindage épaisse de 127 mm.
- M456A2 HEAT-T : un obus à charge creuse capable de percer une plaque de blindage de 175 mm d'épaisseur sous une incidence de 60° à 1 000 m.
- M1040 CAN : un obus de défense rapprochée (ODR).

#### Chargement automatique

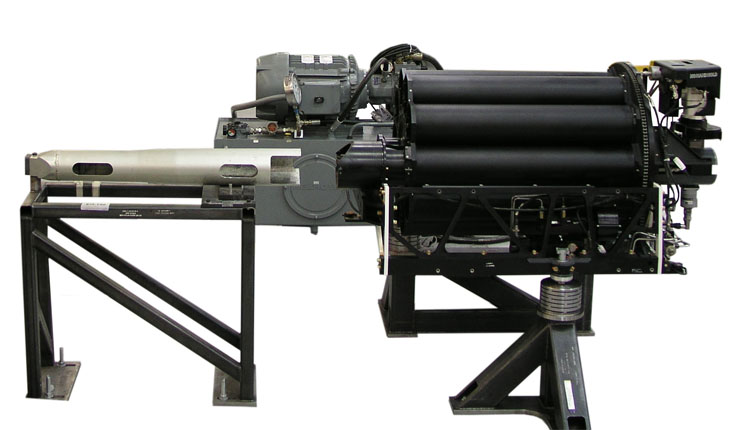
Les huit alvéoles (tubes noirs) pivotent pour s'aligner avec le refouloir à commande hydraulique (tube argenté) venant chercher la munition.

Le rechargement du canon est effectué par un système de chargement automatique appelé AHS (Ammunition Handling System) constitué d'un carrousel d'une contenance de 8 munitions, monté sur le plancher de la tourelle.
Conçu par Ares Incorporated, ce carrousel fonctionnant à l'énergie pneumatique assure une cadence de tir de huit coups en 48 secondes. Il est recomplété, sous blindage, de manière automatisée, par deux barillets blindés, montés à même le plancher, ils ont chacun une contenance de 5 obus. En mai 2003, des problèmes d'alignement entre le carrousel et les barillets ont été décelés et en 2004, ces derniers ont été remplacés par un unique barillet conçu par Meggitt Western Design. Plus volumineux, il a une contenance de 10 obus.

### Moyens d'observation et conduite de tir
Le tireur dispose de :
- Un viseur jour/nuit stabilisé CMS (Compact Modular Sight) comprenant, entre autres, une caméra thermique de type FLIR et un télémètre laser à sécurité oculaire[10].
- Un relais optique recopiant l'image observée par le viseur de secours du chef d'engin.
- Trois épiscopes M27 lui assurant un champ de vision de 180°.

Le chef d'engin possède :
- Un viseur panoramique stabilisé CIV (Commander's Independent Viewer) aussi appelé CPV (Commander's Panoramic Viewer) comprenant une caméra vidéo pour l'observation de jour et une caméra thermique FLIR qui fut remplacé durant les années 2010 par une caméra thermique NightConqueror de chez L-3CE. Afin de pouvoir être chargé à bord d'un C-130 Hercules, ce viseur se replie en basculant entièrement vers l'arrière, dans un boîtier blindé.
- Un viseur de secours avec un grossissement de × 7 pour le tir en mode dégradé.
- Une couronne de six épiscopes M27 lui assurant une vision périphérique sur 360°.

### Protection

#### Balistique
Le M1128 MGS reprend le châssis du Stryker fait de tôles en acier haute dureté d'une épaisseur de 12,7 mm et conçues pour résister, à bout portant, aux balles M80 de 7,62 OTAN. Un blindage rapporté composite à base de céramique appelé MEXAS (Modular Expandable Armor System) est boulonné à la coque du Stryker. Le gain de protection lui permet d'être à l'épreuve des balles perforantes incendiaires BS de calibre 14,5 mm mais aussi des éclats d'artillerie d'obus d'artillerie d'un calibre de 152 mm.

#### Mines et engins explosifs improvisés
Le Mobile Gun System reprend le châssis du Stryker qui répond au niveau 2a de la norme STANAG 4569, il est donc capable de protéger l'équipage à l'explosion d'une mine contenant 6 kg d'explosif détonnant sous un des pneus.

### Mobilité
Le M1128 possède une suspension oléopneumatique à garde au sol variable ainsi qu'un système de gonflage centralisé des pneus.

#### Motorisation
Le M1128 MGS possède un moteur diesel quatre temps Caterpillar 3126B développant une puissance de 350 ch au régime de 2 400 tr/min son couple maximal est de 860 N m à 1 440 tr/min. C'est un moteur à six cylindres en ligne d'une cylindrée de 7,2 L qui est suralimenté par un turbocompresseur.
Le moteur est accouplé à une boîte de vitesses automatique Allison MD3066P couplée à un convertisseur de couple, la boîte comporte six vitesses en marche avant et une marche arrière.
Plus récemment, le moteur Caterpillar 3126B a été remplacé par le moteur Caterpillar C7 (appelé initialement 3126e) de puissance identique mais possédant un couple accru de 1 393,7 N m tandis que la transmission Allison MD3066P a été remplacée par la 3200SP de la même marque.
La capacité en carburant du Stryker est de 200 L.